# Tabaré Vázquez
Tabaré Ramón Vázquez Rosas, (Montevideo, 17. siječnja 1940.),  bivši je predsjednik Urugvaja. Vázquez je prije radio kao liječnik a njegov brat je bio pripadnik lijevo-orijentirane gerile Tupamaros, dok je on sam bio član socijaldemokratske partije Partido socialista. Vázquez je također bio predsjednik Urugvaja u periodu između 2005. i 2010. Bio je prvi predsjednik koji nije pripadao jednoj od dvije dominirajuće stranke Urugvaja; Stranke Colorado ili Nacionalnoj stranci. Tabaré Vazquez je dobio izbore kao vođa stranke Široki front, lijeve koalicije sa socijalistima, komunistima i starim članovima Tupamarosa.

## Vanjske poveznice
- (šp.) Official site
- New leftist cabinet launched in Uruguay (Xinhua News Agency)
- Uruguay inaugurates first leftist president (The Globe and Mail)
- Left-wing Uruguay leader sworn in (BBC News)
- Uruguay joys over new president (BBC News)
- (šp.) El Espectador: Tax Reform
- Leftist Chief Is Installed in Uruguay and Gets Busy on Agenda (The New York Times)
- (šp.) Links for Plan de Emergencia Nacional